# Instituto Mauricio de Sousa
Instituto Mauricio de Sousa, também conhecido como Instituto Cultural Mauricio de Sousa, é uma Oscip fundada por Mauricio de Sousa em 1997 com o objetivo de criar projetos, campanhas e ações sociais nas áreas de educação, cultura, cidadania, inclusão social e diversidade com os personagens da Turma da Mônica.

## Criação
A Turma da Mônica já era usada para a produção de material educativo, devido ao seu reconhecimento entre as crianças. A primeira história educativa produzida pela Mauricio de Sousa Produções foi sobre economia de água, e desde então diversos outros assuntos foram abordados, como meio ambiente e vacinação. Em 1997, o instituto foi criado com o objetivo de criação de material educacional de modo direcionado e comedido, com o espaço funcionando dentro da Mauricio de Sousa Produções. Em 2005, o instituto tornou-se uma Oscip.

## Ações
O Instituto Mauricio de Sousa produz ações de cunho educativo para governos, empresas e outros parceiros. O material é pensado para ser usado em sala de aula, utilizando uma linguagem lúdica para o melhor entendimento da criança. Para isso, a personalidade dos personagens foram adaptadas. Por exemplo, nas revistas o Cascão não brinca no lixo e lava as mãos, e a Mônica não bate no Cebolinha.